# Raoulserenea oxyrhyncha
Raoulserenea oxyrhyncha is een bidsprinkhaankreeftensoort uit de familie van de Pseudosquillidae. De wetenschappelijke naam van de soort is voor het eerst geldig gepubliceerd in 1898 door Borradaile.